# 程树平
程树平（1952年2月—），男，黑龙江人，中华人民共和国外交官，曾任中华人民共和国驻瓦努阿图共和国特命全权大使。

## 生平
1972年，进入中华人民共和国外交部工作。1983年，毕业于北京外国语学院西语系英语专业。曾在外交部办公厅、外交部北美大洋洲司、驻巴布亚新几内亚大使馆、驻巴巴多斯大使馆、驻东帝汶大使馆、驻瓦努阿图大使馆、驻马绍尔群岛大使馆留守组任职。2007年6月，出任中华人民共和国驻瓦努阿图大使。2012年8月，自驻瓦努阿图大使离任。